# Johann Friedrich Basilius Wehber-Schuldt

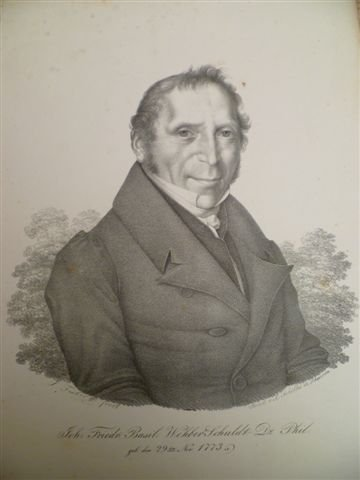
Johann Friedrich Basilius Wehber-Schuldt, zeitgenössischer Kupferstich

Johann Friedrich Basilius Wehber-Schuldt, ursprünglich Johann Friedrich Basilius Wehber (* 29. November 1773 in Borstel; † 7. April 1840 in Goldensee) war ein deutscher Gutsbesitzer und Freimaurer.

## Leben
Johann Friedrich Basilius Wehber war der Sohn des Pastors Johann Christian Wehber (1731–1809), der 1789 zum Probst des Kirchenkreises Altes Land ernannt wurde, und seiner Frau, einer geborenen von Stade. Er besuchte die Lateinschule in Stade und das Gymnasium in Verden. Mit 16 Jahren begann er sein Studium der Evangelischen Theologie an der Universität Göttingen. im Oktober 1791 wechselte er an die Universität Rostock. Nach Abschluss seiner Studien kehrte er 1794 zunächst zurück nach Borstel und bestand am 9. Januar 1795 vor dem Generalsuperintendenten Johann Kaspar Velthusen sein Erstes Theologisches Examen (pro facultate concionandi). Noch im selben Jahr zog es ihn nach Hamburg, wo er sich in die Liste der Kandidaten des Geistlichen Ministeriums aufnehmen ließ. Er erhielt einen Predigtauftrag an der Hauptkirche Sankt Katharinen. Am 17. Januar 1798 wurde er in Rostock zum Magister graduiert.
Wehbers Leben nahm jedoch eine ganz andere Richtung, nachdem ihn der Hamburger Kaufmann Gerhard Heinrich  Walcke als Stundenlehrer seiner Kinder anstellte. Walcke starb 1797, und ein Jahr später heiratete Wehber die Witwe Christine Charlotte, geb. Schuldt (1760–1841), eine von zwei Töchtern und Erbinnen des Erbherrn auf Goldensee, heute Ortsteil von Kittlitz, und Niendorf am Schaalsee, Johann Wilhelm Schuldt (1728–1796) und seiner Frau Marie Madeleine, geb. Preye (1735–1815). Johann Wilhelm (Jean Guillaume) Schuldt hatte die beiden Allodialgüter 1770 erworben und 1790 ein Familienfideikommiss errichtet. Die Familie lebte zunächst im Sommer auf Niendorf oder in ihrem Sommerhaus in Altona, das sie 1801 verkauften, und im Winter in Hamburg. 

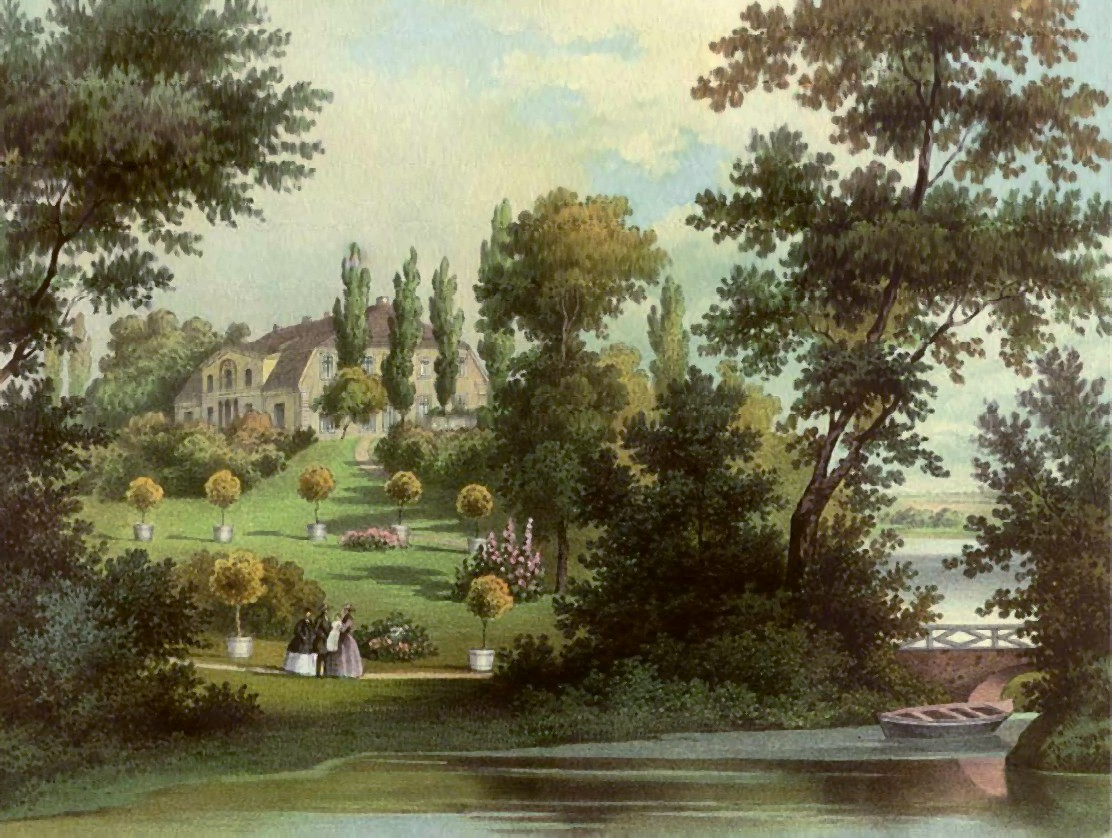
Gut Goldensee in der Sammlung Duncker

1808 nahm Wehber Goldensee von seiner Schwiegermutter in Pacht und ließ ein neues Gutshaus mit Park anlegen, das zum neuen Wohnsitz der Familie wurde. Nach ihrem Tod 1815 wurden Wehbers Frau und ihre Schwester Nutznießerinnen des von ihrem Vater errichteten Fideikommisses, und Johann Friedrich Basilius Wehber nahm den Namen Wehber-Schuldt an. Auf dem Gut richtete er eine Erziehungsanstalt ein, die etliche Jahre sehr erfolgreich war und Zöglinge aus England, Schweden, Portugal, Amerika und Ostindien hatte. Nach dem Tod der Schwägerin 1830 fiel ihm auch die Verwaltung von Niendorf zu. Beide Güter lagen im Herzogtum Sachsen-Lauenburg, aber nahe an Mecklenburg. Wehber-Schuldt wurde Mitglied im Mecklenburgischen Patriotischen Verein und diente als dessen Direktor für den Distrikt Gadebusch. 
Johann Friedrich Basilius Wehber-Schuldt wurde in der von ihm erbauten Grabkapelle im Gutspark von Goldensee bestattet. Der Fideikommiss Niendorf und Goldensee ging an seinen Stiefsohn Ferdinand Walcke-Schuldt (1788–1856). Dessen Sohn, der Landschaftsrat Oscar Walcke-Schuldt (1828–1908) wurde 1884 als von Walcke-Schuldt in den preußischen Adelsstand erhoben. Goldensee blieb bis 1930 in der Familie und wurde dann an die Familie Rautenberg verkauft. 
Wehber-Schuldt hatte eine bedeutende Privatbibliothek von etwa 10000 Bänden zusammengetragen, die noch 1898 in einem Verzeichnis von Privat-Bibliotheken erwähnt wurde. Ihr weiteres Schicksal ist unbekannt. Das Herrenhaus Goldensee wurde 1976 abgerissen.

## Freimaurerei
Johann Friedrich Basilius Wehber-Schuldt wurde am 25. März 1795 in der Loge Zum großen Christoph in Stade aufgenommen und 1798 der Loge Zur goldenen Kugel in Hamburg affiliiert. Von 1802 bis 1808 war er ihr Meister vom Stuhl. In der Provinzialloge von Niedersachsen bekleidete er von 1802 bis 1809 das Amt des Redners. 1809 legte er seine Hamburger Ämter nieder und stiftete am 21. Juli 1809 in Schwerin die Loge Harpokrates zur Morgenröthe. Er stand ihr als erster Meister vom Stuhl bis 1836 vor und initiierte mehrere gemeinnützige Projekte wie die Einrichtung einer Knabenfreischule und einer Sonntagsschule für Handwerker. Nachdem er schon 1806 eine Reise nach Schweden unternommen hatte, gehörte er 1818 einer Delegation unter Christian Karl Friedrich Wilhelm von Nettelbladt an, die von der Großen Landesloge der Freimaurer von Deutschland zu Verhandlungen mit König Carl XIII. nach Schweden gesandt wurde. Die Verhandlungen führten 1819 zu einem Allianz- und Freundschafts-Vertrag zwischen den Großlogen von Schweden und Deutschland. 1834 war er beteiligt an der Einsetzung der höchsten Ordens-Abteilung in Hamburg. Im selben Jahr erhielt er beim 25. Stiftungsfest der Schweriner Loge von der Großen Landesloge das Ehrenzeichen für verdiente Logenmeister.
Nach einem anti-freimaurerischen Artikel von 1874 soll ihm 1819 zusammen mit Christian Karl Friedrich Wilhelm von Nettelbladt der Orden Karls XIII. verliehen worden sein; im Mitgliederverzeichnis des Ordens ist er jedoch nicht verzeichnet.